# DR P8 Jazz
DR P8 Jazz (DR Program 8 Jazz) est une webradio publique danoise appartenant au service public DR. Créée le 12 septembre 2011, elle diffuse principalement du jazz.

## Identité visuelle

Logo de DR P8 Jazz de 2011 à 2013.
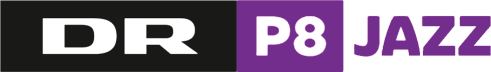
Logo de DR P8 Jazz de 2013 à 2017.
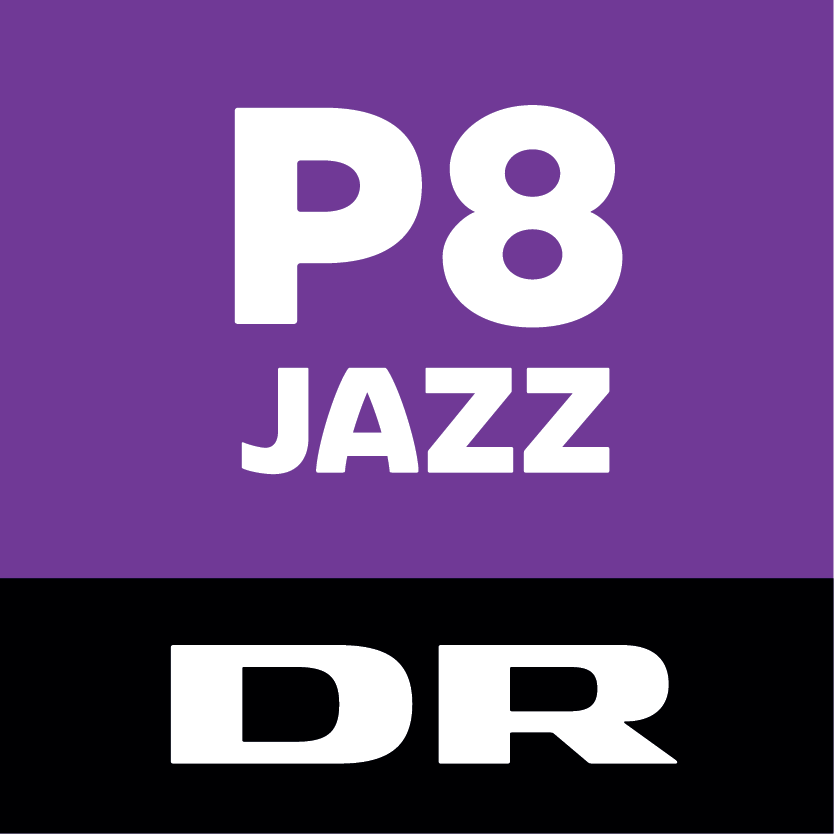
Logo de DR P8 Jazz de 2017 au 2 janvier 2020.
Logo de DR P8 Jazz depuis le 2 janvier 2020.

## Diffusion
DR P8 Jazz est diffusée en flux.